# لودویگ لاخمان
لودویگ لاخمان ((به آلمانی: Ludwig Maurits Lachmann)؛ ۱۹۰۶–۱۹۹۰) اقتصاددان آلمانی است. لاخمان یکی از اعضای کلیدی و تأثیرگذار مکتب اتریش محسوب می‌شود. وی در مدرسه اقتصاد لندن از شاگردان فریدریش آوگوست فون هایک بود.

## تحقیقات علمی علوم اجتماعی معاصر
ایده های لاچمن همچنان بر تحقیقات علوم اجتماعی معاصر تأثیر می گذارد. بسیاری از رشته های علمی اجتماعی به صراحت یا به طور ضمنی بر مبنای "سوبژکتیویسم رادیکال" اقتصاد اتریش شکل گرفته.

## پی‌نوشت‌ها
1. ↑  Lewin, Peter. "Ludwig Lachmann (1906-1990): Life and Work." مؤسسه لودویگ فن میزس.